# Kappa Aquilae
Kappa Aquilae (κ Aql / κ Aquilae) è una stella gigante azzurra di magnitudine 4,96 situata nella costellazione dell'Aquila. Dista 1456 anni luce dal sistema solare.

## Osservazione
Si tratta di una stella situata nell'emisfero celeste australe, ma molto in prossimità dell'equatore celeste; ciò comporta che possa essere osservata da tutte le regioni abitate della Terra senza alcuna difficoltà e che sia invisibile soltanto molto oltre il circolo polare artico. Nell'emisfero sud invece appare circumpolare solo nelle aree più interne del continente antartico. La sua magnitudine pari a 5 fa sì che possa essere scorta solo con un cielo sufficientemente libero dagli effetti dell'inquinamento luminoso.
Il periodo migliore per la sua osservazione nel cielo serale ricade nei mesi compresi fra fine giugno e novembre; da entrambi gli emisferi il periodo di visibilità rimane indicativamente lo stesso, grazie alla posizione della stella non lontana dall'equatore celeste.

## Caratteristiche fisiche
κ Aquilae è una massiccia stella azzurra di tipo spettrale B0.5IIIn; la sua massa è almeno 15 volte quella del Sole e con appena 11 milioni di anni di vita sta già raggiungendo le ultime fasi della sua breve esistenza, che si concluderà, data la sua massa, con l'esplosione di una supernova. Il raggio è circa 11 volte quello solare, mentre la luminosità è oltre 55.000 volte quella della nostra stella, inoltre, come tutte le stelle della sua classe, ruota velocemente su se stessa, ad una velocità all'equatore di 267 km/s.
La sua magnitudine assoluta è di -3,29 e la sua velocità radiale negativa indica che la stella si sta avvicinando al sistema solare.